# Heinrich Stupakoff
Heinrich Ferdinand Alexander Simon Stupakoff ou Heinrich Stupakoff, foi um industrial alemão que imigrou para o Brasil no final do século XIX, empreendedor, começou suas atividades em 1877. Em 1882 fundou a fábrica "Águas Minerais da Fábrica de H. Stupakoff e Cia." Em 1891 registra a Heinrich Stupakoff & Companhia com o objetivo de produzir gelo e cerveja, é dessa empresa que será inaugurada em 1892 no bairro da Mooca - SP a Fábrica de Cerveja Bavaria, possivelmente a primeira do país a produzir cerveja de baixa fermentação em escala. A fábrica foi vendida em 1904 para a Companhia Antarctica Paulista. Além de empreendedor, era músico, aparecendo na cena da música clássica na cidade de São Paulo com suas atuações de barítono e violoncelista. Foi também filantropo auxiliando na arrecadação de fundos para a construção do atual Hospital Oswaldo Cruz e na manutenção do atual Colégio Visconde de Porto Seguro. Retornou para a Alemanha em 1904, ainda mantendo contatos comerciais com o Brasil, faleceu em Hamburgo em 1920. Contribuiu com o desenvolvimento da indústria cervejeira e com a industrialização brasileira. Bisavô do fotógrafo Otto Stupakoff.

## Biografia

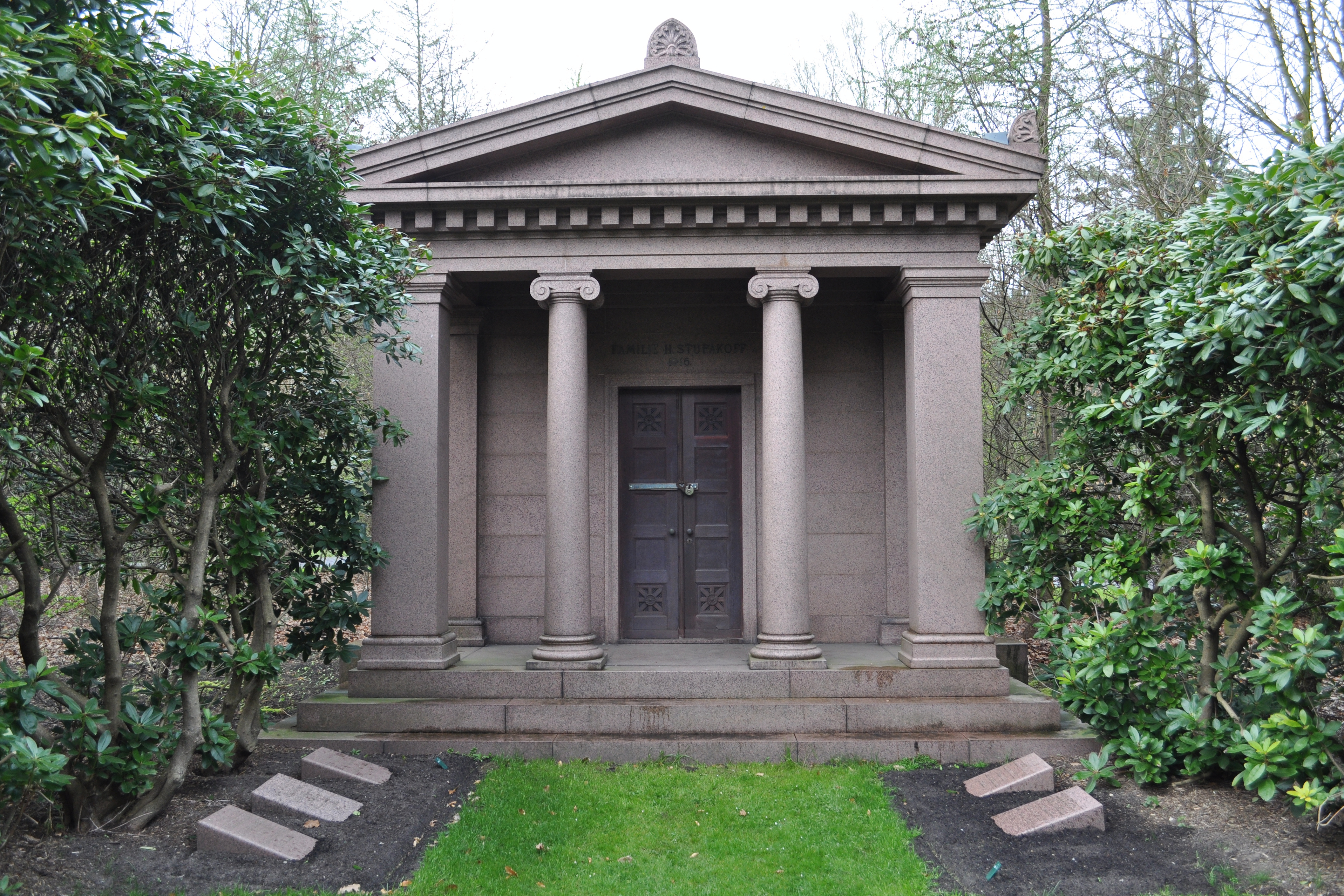
Mausoléu da família Stupakoff no cemitério de Ohlsdorf em Hamburgo, Alemanha.

Nasceu em Hamburgo em 24 de setembro de 1856, filho de um alfaiate da cidade, Simon Romanovitzch Stupakoff, e neto de um oficial russo homônimo que combatera contra Napoleão. Teve vários irmãos e irmãs, Emma e  Dorothea permaneceram na Alemanha, Maria foi para a Inglaterra, Simon foi para os EUA e tornou-se um industrial bem - sucedido com a Stupakoff Ceramic an Manufacturing Co., situada na Pensilvânia. Heinrich e seu irmão Johannis vieram para o Brasil serem industriais cervejeiros. A partir de 1882 aos 26 anos, se estabelece em São Paulo onde fundou dez anos depois a Fábrica de Cerveja Bavaria. Seu irmão Johannis fundou a Cervejaria Teutonia em Mendes - RJ em 1897.  Retornou para a Alemanha em 1904. Em 1914 com o início da Primeira Guerra Mundial, tendo alguns de seus filhos no front, encerrou suas atividades, perdeu contato com seus familiares que seriam retomados apenas em 1919. Faleceu em Hamburgo em 11 de abril de 1920. Às vésperas da morte, pediu para que fosse sepultado ao lado de fora do mausoléu da família Stupakoff: "Para que eu possa continuar observando as estrelas".

## Empreendedorismo
Segundo o autor Eloy Câmara Ventura, Heinrich Stupakoff com seus sócios Carlos Schorcht Júnior, Hermann Burchard e Martinho Burchard, produzia a cerveja Bávara, a qual era servida desde 1877, quando da inauguração da cervejaria “Stadt de Berna”, na Rua de São Bento, nº 73, São Paulo, de propriedade de Victor Nothmann.

Jornais apontam que Stupakoff iniciou seu empreendedorismo com águas minerais, em 06 de dezembro de 1882, o jornal Correio Paulistano publicou o anúncio: "Águas Minerais da Fábrica de H. Stupakoff e Cia."
"O melhor refresco para o tempo de calor é, incontestavelmente a Água de Seltz, que, tomada pura ou com vinho, é a mais saudável bebida para a mesa, pois abre o apetite e facilita muito a digestão. Esta água mineral tem a excelente qualidade [de] purificar o sangue (mais) do que qualquer remédio." (Correio Paulistano, p. 03, 06.12.1882).
Em 1883 a Stupakoff & Cia anunciava ser a única a produzir águas medicinais: água de litina fosfatada, água de litina ferruginosa e água férrea gasosa.
Em 1886 além das águas com poderes curativos, limonadas e águas minerais, também produziria sal - amargo, no Almanach Provincia de São Paulo: Administrativo, Commercial e Industrial (SP) - 1886, edição 04 está o anúncio da Fábrica a Vapor de Aguas Mineraes e Medicinaes, Limonadas e Sal  Amargo - H. Stupakoff & Cia - Rua dos Bambus, 48.
Em 1887 montou uma destilaria para retificar etanol de origem vegetal, podemos ver anúncio no Almanach Provincia de São Paulo: Administrativo, Commercial e Industrial (SP) - 1888, edição 06.
A empresa Heinrich Stupakoff & Companhia foi registrada em 23 de março de 1891, sociedade que reunia dez investidores com capital de 500 contos de réis, o objetivo era a fabricação de cerveja e gelo.
Em 20 de outubro de 1892 inaugurou no bairro da Mooca - SP a Fábrica de Cerveja Bavaria, possivelmente a primeira do país a ser projetada e construída exclusivamente para a produção de cerveja Lager em escala.
Em 07 de novembro de 1892 foram registradas as primeiras cervejas da Bavaria: Export - Bier e Lager - Bier. Cervejas que foram avaliadas como as melhores do país, conforme anúncio do Jornal do Commercio de 28/12/1892.

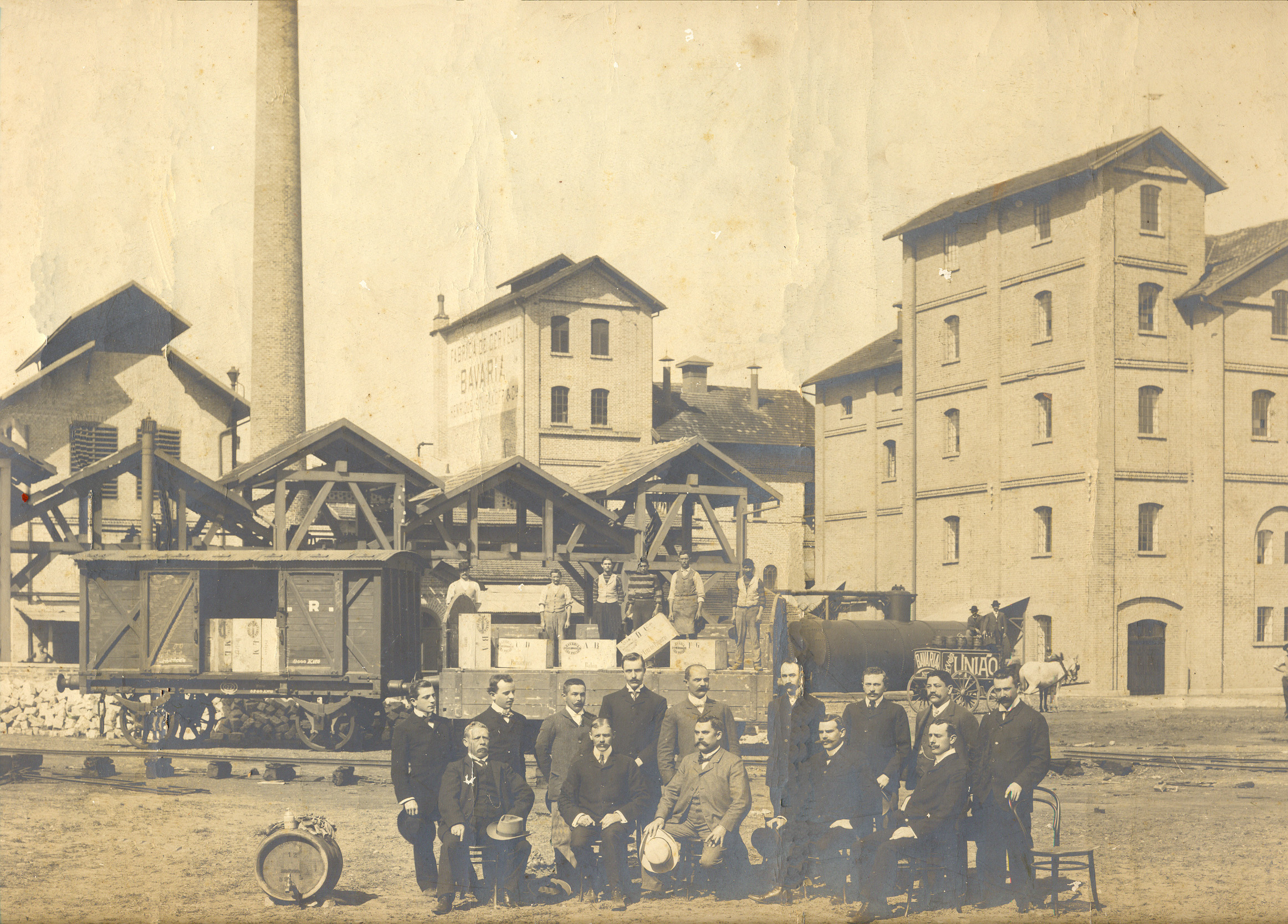
Heinrich Stupakoff com seu time gerencial em frente à fábrica de cerveja Bavaria, década de 1890.

Ao lado temos a imagem de Stupakoff com seu time gerencial na década de 1890, em frente à Fábrica de Cerveja Bavaria. Ele está ao centro da fotografia.
A Fábrica de Cerveja Bavaria era a única concorrente da Companhia Antarctica no mercado paulista, com tentativas de compra por Adam von Büllow desde 1902, de acordo com Teresa Marques.
Encerrou suas atividades no Brasil em 1904, após a venda da fábrica para a Cia Antarctica e retornou para a Alemanha, comandando em Hamburgo a empresa H. Stupakoff, voltada ao comércio exterior, fornecendo matérias - primas e máquinas para as cervejarias Antarctica e Brahma, além da Quilmes na Argentina, e a Anheuser-Bush nos Estados Unidos.
Em 1907 era um dos dez maiores acionista da Cervejaria Brahma com 5,11% das ações, segundo Edgar Helmut Köb.

## Música
Além de empresário o nome de Stupakoff aparece na história da música da cidade de São Paulo, mencionando como integrante do Quarteto de Cordas do Club Haydn', organização responsável pela introdução da música clássica na cidade. Barítono e violoncelista, foi parceiro de músicos renomados como Alexandre Levy.
Em 1884 cantou ária da ópera Salvator Rosa de Carlos Gomes, elogiado pela belíssima voz, notável expressão e fino estilo.
Em 1887 cantou partes da ópera Marion de Ponchielli. Em junho de 1887 fez parte do concerto da Philarmônica em Rio Claro  junto de Eduardo Pons, Júlio Bastistini e Antônio Leal. Em setembro do mesmo ano cantou Standchen (Serenade) de Heirich Marschner, num quarteto de vozes no Club Internacional, em dezembro acompanhou no Theatro São José, o pianista de Berlim Alberto Friedenthal.
Em 1888 torna-se diretor de concertos do Club Mendelssohn, uma sociedade de canto alemão, como podemos ver na Revista Musical de 06 de outubro de 1888.
Entre os feitos musicais de Stupakoff no Brasil o maior foi a montagem da ópera romântica em três atos Alessandro Stradella, de Friedrich von Flotow. A apresentação ocorreu em 01 de abril de 1889 no Teatro São José, a renda da bilheteria foi destinada à Santa Casa de Misericórdia e à Escola Alemã (Deutsche Schule).
Em 1890 montou a ópera Martha também de Friedrich von Flotow, fazendo o papel de Plunket - um rendeiro abastado. Os últimos encontros musicais de Stupakoff datam de 1894.

## Filantropia
Entre suas ações de filantropia está a arrecadação de fundos para a compra de um terreno e a construção de um hospital, juntamente com outros alemães, entre eles Victor Nothmann e Antônio Zerrenner, em 1897. Inaugurado apenas em 1927, o atual Hospital Alemão Oswaldo Cruz ainda é uma instituição paulistana de referência.
Em 1886 era 2º Secretário da Deustche Schule - Escola Alemã, na época localizada na Rua do Senador Florêncio de Abreu, 19. Podemos ver seu nome por meio de lista publicada no Almanach Provincia de São Paulo: Administrativo, Commercial e Industrial (SP) - 1886.
Após a venda da Bavaria para a Companhia Antarctica Paulista em 1904, Stupakoff doou recursos para a Deustche Schule (Atualmente seu nome é Colégio Visconde de Porto Seguro)'.  Até 1911 suas doações e de seu filho Otto, somavam quatro conto e duzentos e trinta mil - réis.